# Mychajlo Symtschuk
Mychajlo Kostjantynowitsch Symtschuk (ukrainisch Михайло Констянтинович Симчук; * 6. Dezember 2002 in Kiew) ist ein ukrainischer Eishockeyspieler, der seit 2024 für das Team der Trinity Western University in der Conference Canada West des Universitätssportverbandes U Sports spielt. Sein Vater Kostjantyn war ebenfalls ukrainischer Nationalspieler.

## Karriere

### Club
Mychajlo Symtschuk begann seine Karriere als Eishockeyspieler in der Nachwuchsabteilung des HK Sokil Kiew aus seiner Heimatstadt. Er wechselte 2018 zum HK Bilyj Bars Bila Zerkwa, für den er bereits als 16-Jähriger in der ukrainischen Liga debütierte. 2019 gewann er mit dem Klub die ukrainische U19-Meisterschaft. Nachdem er von 2020 bis 2022 wieder für den HK Sokil gespielt hatte und 2022 sowohl die ukrainische Meisterschaft als auch den Pokalwettbewerb gewonnen hatte, wagte er den Sprung nach Nordamerika. Dort spielte er bei den Brooks Bandits in der Alberta Junior Hockey League, die er mit dem Team 2023 gewinnen konnte. Anschließend stand er ein Jahr für das Team der Grand Canyon University in der Conference WCHL der American Collegiate Hockey Association auf dem Eis. Seit 2024 spielt er für die Trinity Western Spartans, das Team der Trinity Western University in der Conference Canada West des Universitätssportverbandes U Sports.

### International
Im Nachwuchsbereich spielte Symtschuk für die Ukraine bei der U20-Weltmeisterschaft 2022 in der Division I und wurde als bester Torvorbereiter (gemeinsam mit seinem Landsmann Danylo Korschylezkyj) und drittbester Scorer des Turniers (hinter dem Franzosen Tomas Simonsen und Korschylezkyj) auch zum besten Spieler seiner Mannschaft gewählt. Darüber hinaus nahm er mit ukrainischen Studentenauswahl auch an der Winter-Universiade 2023 in Lake Placid teil.
Für die Herren-Nationalmannschaft spielte Symtschuk erstmals beim Beat Covid-19 Ice Hockey Tournament, das der slowenische Verband als Ersatz für die ausgefallene Weltmeisterschaft der Division I mit sechs Nationalmannschaften veranstaltete. Im Folgejahr nahm er an der Weltmeisterschaft der Division I teil.

## Erfolge und Auszeichnungen
- 2019 Ukrainischer U19-Meister mit dem HK Bilyj Bars Bila Zerkwa
- 2022 Ukrainischer Meister und Pokalsieger mit dem HK Sokil Kiew
- 2022 Bester Vorbereiter bei der U20-Weltmeisterschaft der Division I, Gruppe B
- 2023 Gewinn der Alberta Junior Hockey League mit den Brooks Bandits